# John Tarkong
John Tarkong junior (* 7. Dezember 1965 in Washington, D.C., Vereinigte Staaten) ist ein ehemaliger palauischer Ringer.

## Biografie
John Tarkong war bei der Eröffnungsfeier der Olympischen Sommerspiele 2004 in Athen Fahnenträger Palaus und startete im Schwergewicht des Griechisch-römischen Stils, wo er den 20. Rang belegte.
Des Weiteren gewann er 12 Medaillen (sieben Silber und fünf Goldmedaillen) bei Ozeanienmeisterschaften und nahm an den 2003 und 2007 teil.